# Regi Blinker
Reginald „Regi“ Waldie Blinker (* 4. Juni 1969 in Paramaribo, Suriname) ist ein ehemaliger surinamisch-niederländischer Fußballspieler. Er gewann mit Feyenoord einmal die Meisterschaft und viermal den KNVB-Pokal. Mit Celtic FC aus Glasgow gewann er einmal die schottische Meisterschaft; in der Premier League war er bei Sheffield Wednesday aktiv. Er machte drei Länderspiele mit der niederländischen Nationalmannschaft.

## Vereinskarriere

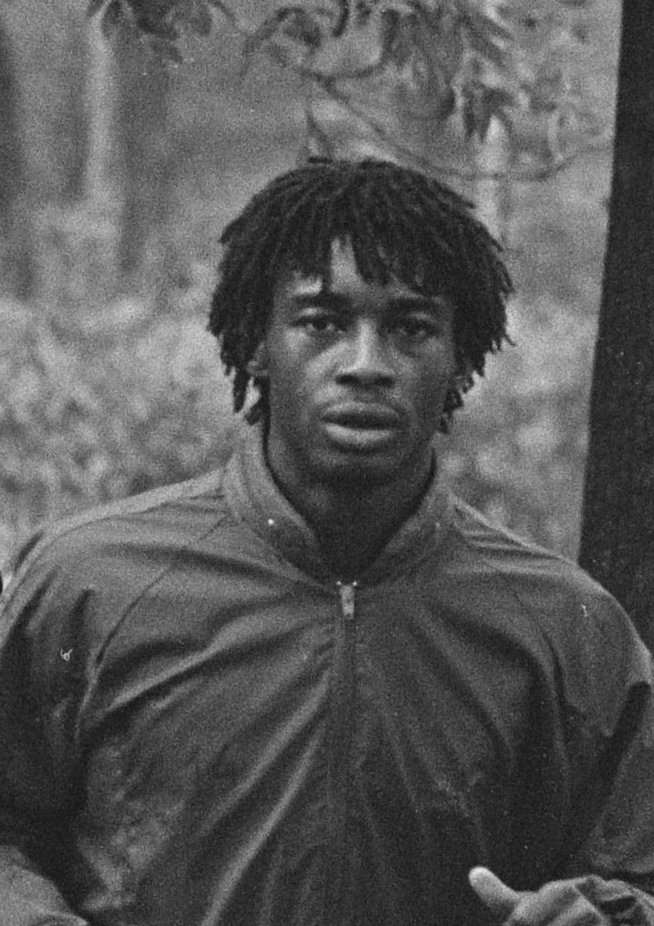
Regi Blinker (1986)

Blinker wurde in Suriname geboren. Kurze Zeit später zogen seine Eltern mit ihm in die Niederlande. Im Alter von sechs Jahren begann er in Delft, Fußball zu spielen. Sein erster Verein in der Jugend war Delfia; wenig später wechselte er zum DHC Delft, von wo er in die Jugend von Feyenoord nach Rotterdam kam. Zur Saison 1986/87 wurde er in die erste Mannschaft berufen und gab am 17. August 1986 unter Trainer Rinus Israël gegen PEC Zwolle sein Debüt in der Eredivisie. In De Kuip kam der Linksaußen in der 73. Minute für Lars Elstrup zu seinen Sturmpartnern René Hofman und Simon Tahamata aufs Feld. Sein einziges Tor in den 21 Spielen seiner ersten Profisaison erzielte er am 21. September 1981 mit dem Treffer zum 3:1 beim 5:1-Sieg über den Lokalrivalen Excelsior. In seiner zweiten Spielzeit bei Feyenoord erzielte er zwei Treffer in 25 Spielen. In der folgenden Saison 1988/89 erhielt er mit Włodzimierz Smolarek neue Konkurrenz auf seiner Stammposition und machte nur ein Match für Feyenoord, ehe er im September an BVV Den Bosch ausgeliehen wurde. Mit den Herzogenbuschern traf er im zweiten Spiel auf seinen eigentlichen Arbeitgeber – und erzielte den zweiten Treffer zum 2:0-Sieg Den Boschs. Es war das erste von sechs Toren, die er für die Nordbrabanter in 25 Ligaspielen schoss; nach der Saison kehrte er zu Feyenoord zurück.
Blinker eroberte sich unter dem Trainerduo Pim Verbeek und Gunder Bengtsson in der Spielzeit 1989/90 den Stammplatz des zwölf Jahre älteren Smolarek. Es begann eine erfolgreiche Zeit für Feyenoord und Blinker: 1991 und 1992 gewannen sie den KNVB-Pokal, 1993 wurde das Team unter Trainer Willem van Hanegem Meister, nicht zuletzt dank 13 Toren Blinkers und 18 Treffern des ungarischen Mittelstürmers József Kiprich. 1994 folgten ein zweiter Platz in der Meisterschaft und erneut ein Pokalsieg. 1995 holte das Team den vierten Pokalsieg in fünf Jahren und wurde Meisterschaftsvierter. Nachdem Blinker schon elf Spiele im UEFA-Pokal absolviert hatte, erreichte er mit den Rotterdamern in der Saison 1991/92 das Halbfinale im Europapokal der Pokalsieger, in dem sie sich nach 1:1 und 2:2 aufgrund der Auswärtstorregel der AS Monaco geschlagen geben mussten.
Nach der Entlassung van Hanegems übernahm Arie Haan 1995 das Team. Mit ihm hatte Blinker ebenso wie Rob Witschge arge Probleme; Haan sah die beiden als „notorische Atmosphärenvergifter“ mit „üblem Einfluss auf junge Spieler“, warf beiden Spielern Disziplinlosigkeit und Unmotiviertheit vor und verbannte sie im November in die zweite Mannschaft. Das Schiedsgericht des KNVB legte später fest, dass beide wieder am Training teilnehmen durften. Während Witschge auf dieses Urteil wartete und sich danach zunächst wieder in die Mannschaft integrierte (er wechselte erst zur nächsten Saison zum FC Utrecht), hatte Blinker genug von Haan und Feyenoord und ging bereits nach der Winterpause nach England in die Premier League zu Sheffield Wednesday. Hier konnte er sich in der Rückrunde 1995/96 integrieren und eroberte zur neuen Spielzeit 1996/97, in der sich ihm sein ehemaliger Rotterdamer Mannschaftskamerad Orlando Trustfull zugesellte, einen Stammplatz.
Zur Saison 1997/98 unterschrieb Blinker beim schottischen Celtic FC in Glasgow, mit dem er Meister wurde; er selbst konnte aufgrund von Verletzungen jedoch nur ein Tor in 13 Ligaspielen dazu beitragen. Auch in den zwei Folgejahre wurde er von Verletzungen geplagt und konnte nur 30-mal für Celtic in der Liga auflaufen; am Ende der Saison 1999/2000 wurde sein Vertrag nicht verlängert. Nach einem halben Jahr ohne Vertrag schloss er sich in der Winterpause 2000/01 RBC Roosendaal an, der aber trotz seiner Engagements abstieg. Er ging nach der Saison zurück nach Rotterdam zu Sparta, wo er erneut von Verletzungen geplagt wurde und nach einer Spielzeit ebenfalls in die Eerste Divisie musste. Hier machte er noch acht Spiele in der Zweitklassigkeit, das letzte davon am 29. November 2002, ehe er nach 400 Spielen in 17 Jahren seine Profilaufbahn beendete. Allerdings trat er anschließend noch einige Male im Amateurbereich für Deltasport an.

## Nationalmannschaft
Sein Debüt in der niederländischen Elftal gab Blinker in seiner besten Rotterdamer Zeit, am 24. März 1993. Im WM-Qualifikationsspiel gegen San Marino in Utrecht stand er ebenso wie Erik Meijer erstmals in der Anfangsformation der Oranje-Elf (nach der Halbzeitpause kam auch Ronald de Boer zu seinem ersten Länderspiel). Blinker spielte 69 Minuten, ehe er gegen Peter van Vossen ausgewechselt wurde. „Ich war ziemlich nervös,“ erzählte er später, „mal einen Ball verkehrt angenommen, ein Schuss, der Zentimeter am Tor vorbeiging – solche Momente durchlebt man später immer wieder aufs neue. Wenn der Ball doch reingegangen wäre, wie hätte meine Länderspielkarriere dann ausgesehen?“
Für das nächste Spiel in Wembley gegen England berücksichtigte Bondscoach Dick Advocaat ihn nicht, doch beim anschließenden 0:0 in de Kuip gegen Norwegen war er die vollen 90 Minuten dabei. Noch einmal, im Freundschaftsspiel in Tunesien am 19. Januar 1994, durfte er sich das Oranje-Trikot überstreifen. Danach entschied Advocaat sich, Blinker nicht in den Kader für die WM in den USA zu berufen. Doch auf seine drei Länderspiele ist er noch 16 Jahre später stolz: „In meinem Büro hängt ein schönes Poster mit der Mannschaft, die gegen Norwegen spielte: Bergkamp, Jonk, Rijkaard, Overmars, Koeman. Doch wohl ein hübsches Team, in dem man selbst mittendrin steht!“

## Erfolge
- Niederländischer Meister: 1993 (mit Feyenoord)
- Niederländischer Pokalsieger: 1991, 1992, 1994, 1995 (mit Feyenoord)
- Schottischer Meister 1998 (mit Celtic Glasgow)
- Schottischer Ligapokalsieger 1998 und 2000 (mit Celtic Glasgow)

## Nach der aktiven Zeit
Blinker arbeitete nach dem Ende seiner Spielerlaufbahn zunächst als Scout und Spielervermittler. Seit 2006 ist er Herausgeber des Lifestyle-Magazins Life After Football, das vierteljährlich erscheint. Es war zunächst nicht im freien Handel erhältlich, sondern richtete sich speziell an ehemalige Fußballprofis. Ende 2009 hatte es eine Auflage von 45.000 und einen Ableger für das weibliche Publikum, LAFly.